# Kaiser-Wilhelm-Gedächtnis-Kirche
Kaiser-Wilhelm-Gedächtnis-Kirche sau pe scurt Gedächtniskirche (Biserica Memorială) se află în piața Breitscheid din Berlin, între străzile Kurfürstendamm și Tauentzienstraße sector Charlottenburg-Wilmersdorf. Biserica a fost clădită în stil neoromanic în anul 1895, după modelul Bisericii Mănăstirii din Bonn, sub domnia lui Wilhelm al II-lea al Germaniei. Clădirea a fost extinsă de arhitectul Franz Schwechten. Biserica a fost distrusă în 1943 de bombardamentele aliaților. Ruina a început să fie restaurată în anul 1956, lucrările fiind terminate în 1961. Turnul principal a rămas neterminat ca monument de amintire al distrugerilor războiului.